# Robert Naji Nahas
Pas d'image ? Cliquez ici
Robert Naji Nahas, né le 14 janvier 1972 est un pilote brésilien de rallye-raid en quad.

## Palmarès

### Résultats au Championnat du monde
- 5e en 2008

### Résultats en rallye
- Vainqueur du Rallye dos Sertões en 2005, 2008, 2013 et 2014